# Санта-Катарина (округ, Ямайка)
Санта-Катарина — один из 14 округов Ямайки. Расположенный в юго-восточной части острова, является частью графства Мидлсекс. По переписи 2009 года население округа составляло 516 218 чел.
Административный центр — Спаниш-Таун, ранее известный как Сан-Джаго де ла Вега или Сантьяго де ла Вега.

## Экономика
Основным источником дохода является сельское хозяйство. Многие фермеры выращивают бананы, кокосы, ананасы, цитрусы, тыкву и перец. Крупные предприятия в основном производят сахарный тростник, бананы и цитрусовые для экспорта.
Кроме того, большую роль здесь играет туризм.